# Cohérence et extensivité des tailles
En chimie quantique, la cohérence et l'extensivité de taille sont des concepts liés à la façon dont le comportement des calculs de chimie quantique change avec la taille. La cohérence de taille (ou séparabilité stricte) est une propriété qui garantit la cohérence du comportement énergétique lorsque l'interaction entre le système moléculaire impliqué est annulée (par exemple, par la distance). L'extensivité de taille, introduite par Bartlett, est une caractéristique plus mathématiquement formelle qui fait référence à la mise à l'échelle correcte (linéaire) d'une méthode avec le nombre d'électrons.
Soient A et B deux systèmes sans interaction. Si une théorie donnée pour l'évaluation de l'énergie est compatible avec la taille, alors l'énergie du supersystème A + B, séparée par une distance suffisamment grande pour qu'il n'y ait pratiquement pas de densité électronique partagée, est égale à la somme de l'énergie de A plus l'énergie de B prise seule {\displaystyle (E(A+B)=E(A)+E(B))}. Cette propriété de cohérence en taille est particulièrement importante pour obtenir des courbes de dissociation au comportement correct. D'autres ont plus récemment fait valoir que toute la surface d'énergie potentielle devrait être bien définie.
La cohérence de taille et l'extensivité de taille sont parfois utilisées de manière interchangeable dans la littérature, cependant, il y a des distinctions très importantes à faire entre elles. Hartree–Fock, cluster couplé, théorie des perturbations à plusieurs corps (à n'importe quel ordre) et interaction de configuration complète (CI) sont de taille étendue mais pas toujours cohérentes en taille. Par exemple, le modèle restreint Hartree-Fock (ou HF) n'est pas en mesure de décrire correctement les courbes de dissociation de H2 et donc toutes les méthodes post-HF qui utilisent HF comme point de départ échoueront à cet égard (méthodes dites à référence unique). Parfois, des erreurs numériques peuvent amener une méthode qui est formellement cohérente en taille à se comporter de manière non cohérente en taille.
L'extensivité du noyau est encore une autre propriété connexe, qui étend l'exigence au traitement approprié des états excités.